# باکراک
باکراک (به لاتین: Bakrak) یک منطقهٔ مسکونی در روسیه است که در باشقیرستان واقع شده‌است.